# Lotus palaestinus
Lotus palaestinus là một loài thực vật có hoa trong họ Đậu. Loài này được (Boiss. & Blanche) Blatt. miêu tả khoa học đầu tiên.